# Kościół Marii Panny Śnieżnej w Rokycanach
Kościół Marii Panny Śnieżnej (cz. Kostel Panny Marie Sněžné) – rzymskokatolicka świątynia znajdująca się w czeskim mieście Rokycany.

## Historia
Pierwsza wzmianka o kościele pochodzi z 1110 roku. W 1363 arcybiskup Arnoszt z Pardubic założył przy kościele klasztor augustianów, który spłonął w 1421 podpalony przez husytów. Świątynia została zniszczona podczas pożaru w 1784, odbudowana w 1788 roku według projektu Ignáca Jana Nepomuka Palliardiego. W latach 1821–1823 dobudowano wieżę, którą zaprojektował praski budowniczy František Hegr, a w 1856 podwyższono ją o kolejną kondygnację.
Wpisany do katalogu zabytków 3 maja 1958.

## Architektura i wyposażenie
Świątynia barokowa, trójnawowa, o układzie bazylikowym. Wnętrze zdobi marmurowy, rokokowy ołtarz główny z 1750. W skład wyposażenia kościoła wchodzą również dwie monstrancje – gotycka i barokowa.

## Galeria

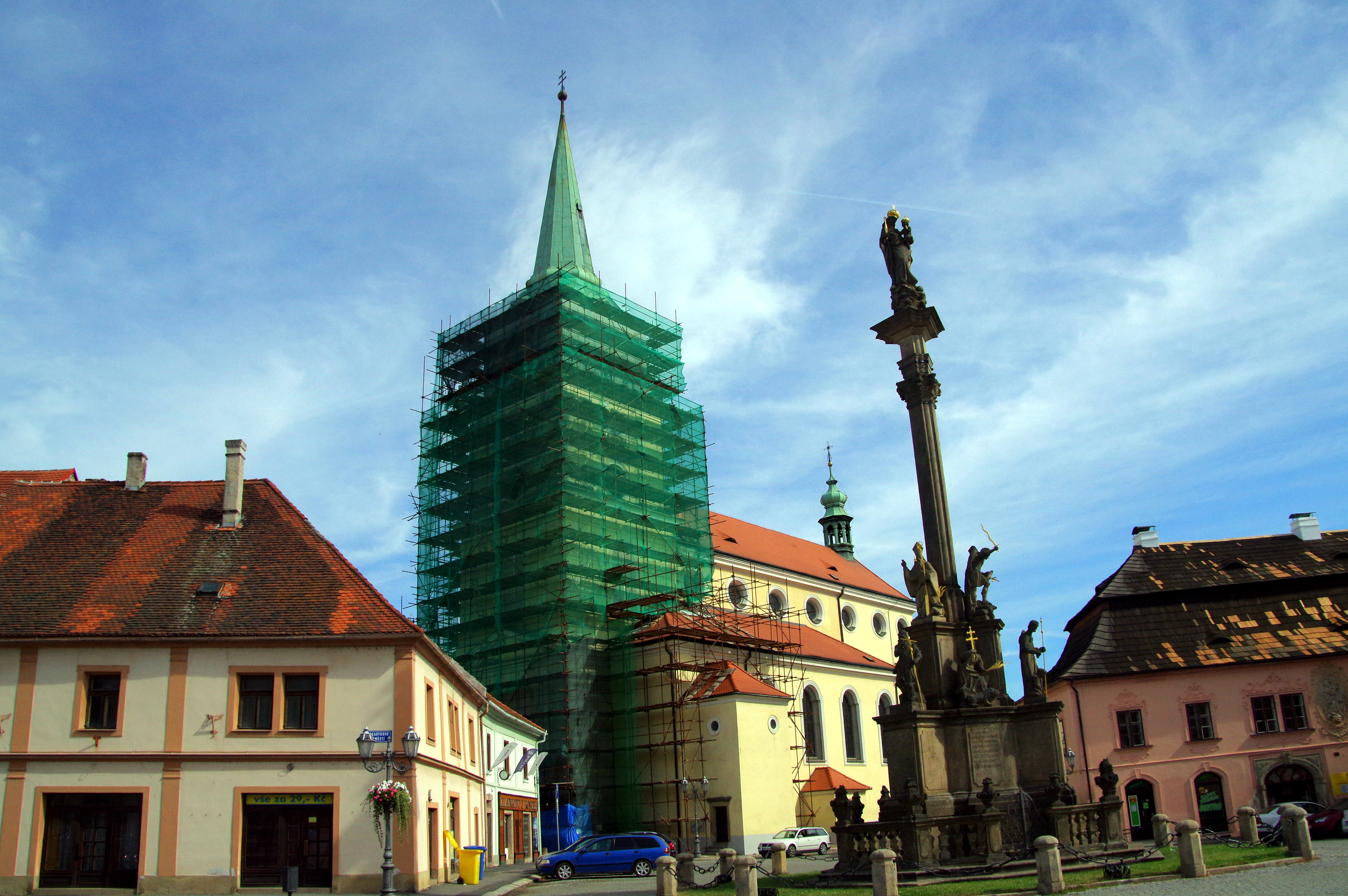
Kościół podczas remontu, 2016
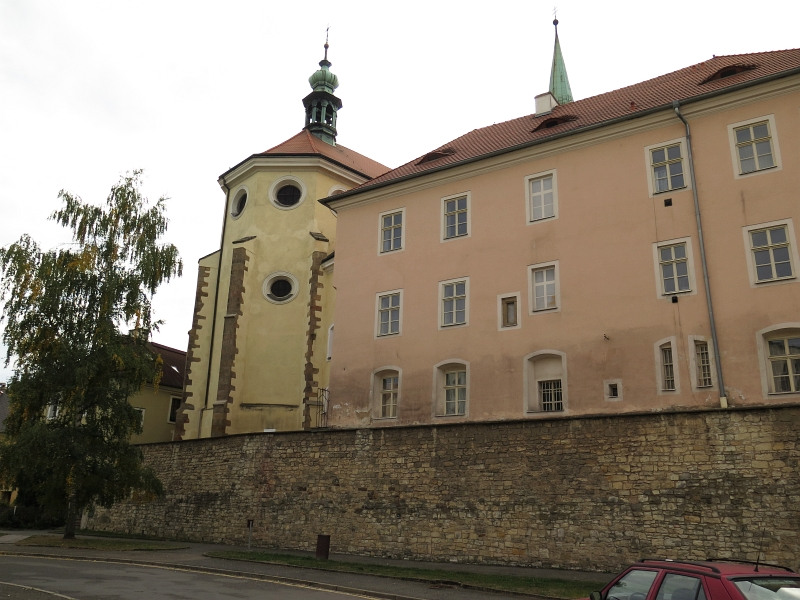
Absyda i sygnaturka
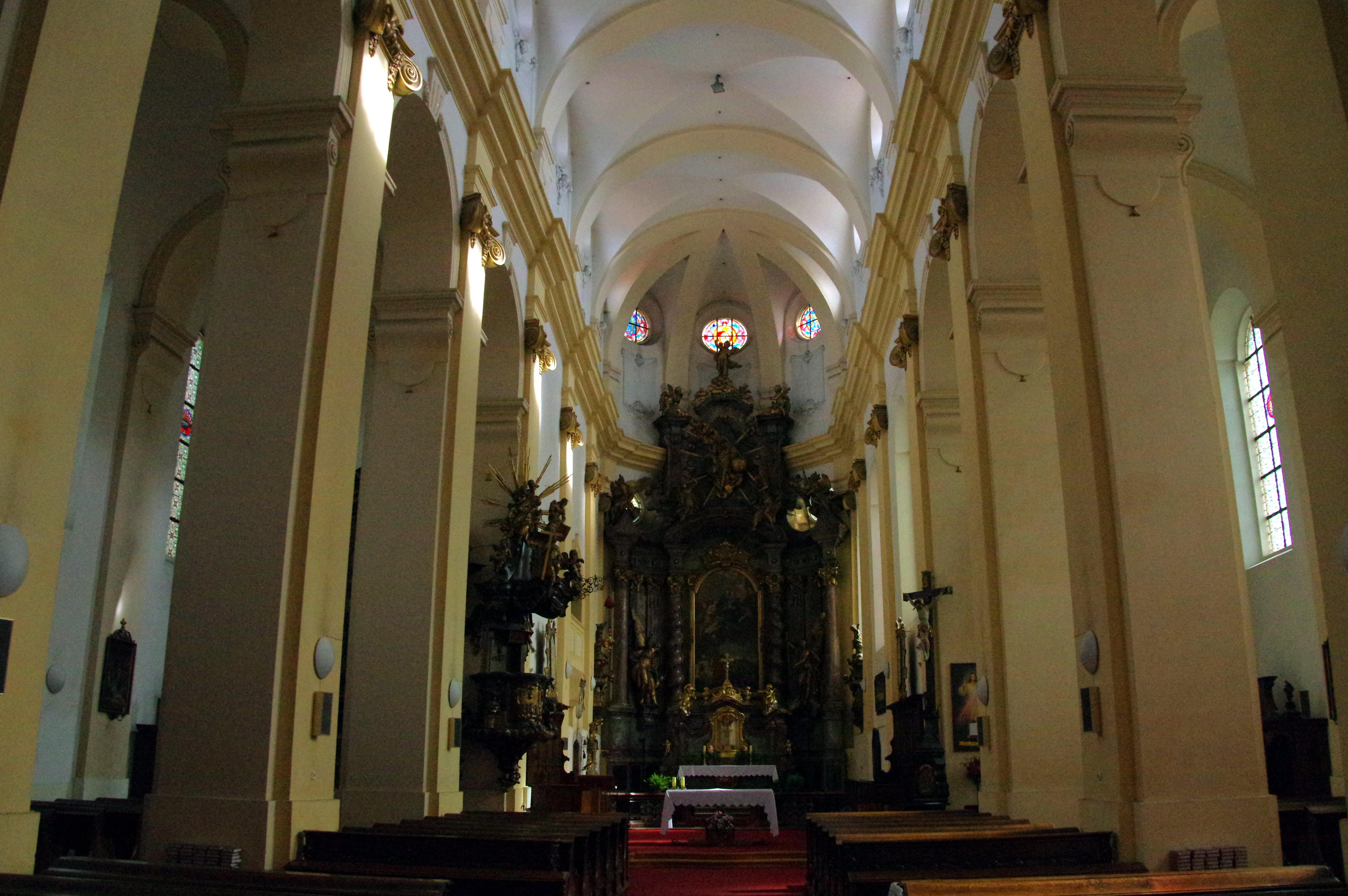
Wnętrze